# Waiporia mensa
Waiporia mensa là một loài nhện trong họ Orsolobidae.
Loài này thuộc chi Waiporia. Waiporia mensa được Raymond Robert Forster miêu tả năm 1956.